# Amaury Leveaux
Amaury Raymond Leveaux, född 2 december 1985 i Belfort, är en fransk simmare.
Leveaux blev olympisk guldmedaljör på 4 x 100 meter frisim vid sommarspelen 2012 i London.